# Пряжка (кость)

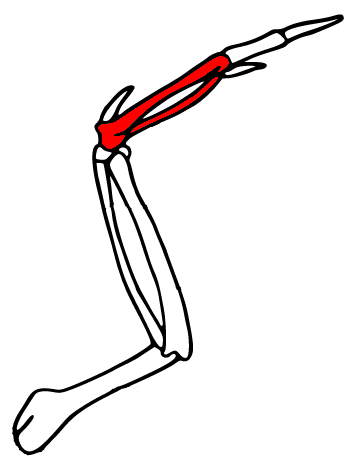
Пряжка выделена красным

Пряжка (лат. carpometacarpus) — пястно-запястная кость, один из элементов скелета крыла птиц. Образована она путём слияния части костей (дистального ряда) запястья и всех костей пясти.
Данный элемент скелета крыла птиц принимает участие в образовании кистевого сустава. Малоподвижным суставом с ней соединены фаланга первого пальца и две крупные фаланги второго пальца. К пряжке и к фалангам второго пальца прикрепляются первостепенные маховые перья.